# Erik Mikael Karlsson
Erik Mikael Karlsson, född 10 december 1967 i Nynäshamn, är en svensk verkställande direktör, konserthuschef och tonsättare.

## Yrkesbana
Erik Mikael Karlsson anställdes 2001 som programledare och producent vid Sveriges Radio P2 för programmet Studio onsdag som sändes varje onsdagskväll och som innehöll nutida och experimentell musik. Han arbetade 2001–2013 som program- och musikproducent för direktsändningar och inspelningar med orkester- och kammarmusik (P2 Live Klassiskt) och var under många år programledare och sändningsproducent för direktsända operakvällar i Sveriges Radio P2. Tillsammans med radioproducenten Stefan Holmström skapade han programmet Monitor för elektronisk musik, ljud- och radiokonst som sändes i Sveriges Radio P2 mellan januari 2004 och oktober 2012. 
Karlsson var aktiv inom den europeiska radiounionen (EBU) och var 2005–2009 ordförande för EBU:s expertgrupp för radio- och ljudkonst samt 2010–2011 dess vice ordförande. Han har koordinerat en rad europeiska samsändningar och är initiativtagare till det europeiska radioevenemanget EBU Art's Birthday Party för elektronisk musik och radiokonst som arrangerats varje år sedan starten i januari 2005. Han tilldelades 2006 Ikarospriset i klassen "underhållning" för P2 Art's Birthday Party. Karlsson var under åren 2005-2018 programansvarig för evenemanget P2 Art's Birthday Party i Sveriges Radio P2. 2011 nominerades han till stora radiopriset för programserien Monitor goes West i P2 tillsammans med musikjournalisten Lisa Wall. Åren 2013–2015 var han producent för programmet Elektroniskt i P2 . Samma period var han även projektledare med inriktning på evenemang och specialprojekt inom Sveriges Radios musikavdelning i Stockholm och bland annat ansvarig för en europeisk direktsändning från Unesco i Paris 2013 och för en direktsänd galaföreställning (i P2, P4 och SVT) i Berwaldhallen 21 augusti 2015 i samband med Sveriges Radios 90-årsjubileum.
2015–2018 var Karlsson riksprogramchef vid Sveriges Radio Malmö för de riksproducerande redaktionerna inom drama, kultur, samhälle, musik och underhållning i kanalerna P1, P2 och P4 samt under en period även tillförordnad kanalchef och ansvarig utgivare. 2018-2020 var han chef vid Sveriges Radio P2 i Stockholm för redaktionen som ansvarar för direktsändningar och inspelningar av klassisk musik, opera, jazz och folkmusik samt sändningar från Berwaldhallen med Sveriges Radios symfoniorkester och Radiokören. 
Karlsson var 2020-2024 verkställande direktör för Norrlandsoperan och under hans ledning specialsatsade Norrlandsoperan på nutida opera med bl a produktioner av Kaija Saariahos Adriana Mater, John Adams The Death of Klinghoffer och Daniel Nelsons Stolhet och fördom. Han utsåg 2023 den brasilianske dirigenten Eduardo Strausser till chefsdirigent för Norrlandsoperans Symfoniorkester. Sedan 1 mars 2024 är Erik Mikael Karlsson verkställande direktör och konserthuschef för Malmö Live Konserthus och Malmö symfoniorkester. I juni 2024 utsåg han den brittiske dirigenten Martyn Brabbins till ny chefsdirigent för Malmö SymfoniOrkester från säsongen 2025/2026.
Som tonsättare var Karlsson 1985–1997 verksam vid Elektronmusikstudion (EMS) i Stockholm, bland annat som lärare i komposition. Han har till största delen arbetat i Sverige, Danmark, Frankrike och Tyskland på beställning från bland annat Sveriges Radio, Cullbergbaletten, Danmarks Radio, Westdeutscher Rundfunk, Radio France, INA-GRM i Paris, Institut International de Musique Eléctroacoustique de Bourges (IMEB) och erhållit en rad internationella priser och hedersomnämnanden för sin musik, bland annat Rostrum 1992 och 1994, Prix Ars Electronica, Prix Ars Acustica International, Grand Prix Internationaux de Musique Eléctroacoustique och Prix Noroit.
Han har samarbetat med författaren Fredrik Ekman i de experimentella musikdramatiska verken Le temps est un songe masqué (1995, Frankrike), Marionetten (1996, Danmark), En förtrollad natt (1997, Sverige), Die Hoffmann-Maschine (1998, Tyskland) samt The Path of Joyful Despair (1999, Danmark). Karlsson har även skrivit musik till en rad TV-produktioner för dansk television, exempelvis Sidste stop for rendestenen, Gabriels verden (om den danske filmregissören Gabriel Axel), Victor Borge – The funniest man in the world och Living in Obscurity.   
1992–1993 arbetade han vid studion för elektronisk musik vid Institut für Sprache und Kommunikation, Technisches Universität i Berlin på ett stipendium från Deutscher Akademischer Austauschdienst. På beställning av radio- och TV-bolaget Westdeutscher Rundfunk komponerade han i Köln under 2000-talet radiokompositionerna Doppelgänger-Report (2005), one dreamer; one murder (2006) och Journey to the end of the sounds (2008).  
2001 blev han medlem av Collège des Compositeurs vid IMEB i Bourges i Frankrike. 2004 tilldelades han utmärkelsen Euphonie d'Or vid Synthèse-festivalen i Bourges för sin komposition La disparition de l'azur från 1993. Hans musik finns utgiven på följande etiketter: Caprice Records (Sverige), J&W Recordings (Kanada), Mnémosyne Musique Media (Frankrike) och Edition RZ (Tyskland). I slutet av november 2011 utkom Karlssons senaste album 2600 Virginia Avenue på skivbolaget Komplott.

## Kompositioner (i urval)
- 1989 - Advena No.1 (elektronisk komposition)
- 1990 - Threads and Cords (radiokomposition)
- 1991 - Scar (f. cembalo och elektronik)
- 1992 - Anchorings/Arrows (elektronisk komposition)
- 1993 - La disparition de l'azur (elektronisk komposition)
- 1994 - Interiors and Interplays (elektronisk komposition)
- 1995 - Epitaph pour Iqbal Masih (elektronisk komposition)
- 1996 - Concordes and Consequences (elektronisk komposition)
- 1996 - Hôtel d'un Collectionneur (elektronisk komposition)
- 1999 - Accents/Accidents (elektronisk komposition)
- 1999 - Réponse/Reposante (elektronisk komposition)
- 2001 - Lignage/Liaison (elektronisk komposition)
- 2002 - Still Life with Wound (för sopran, luta och viola da gamba)
- 2002 - Some Miniatures with Sorrow (för luta)
- 2003 - Still Life with Desire (för piano)
- 2005 - Nacht (elektronisk komposition)
- 2006 - Membranes et Mémoires (elektronisk komposition)

### Fotnoter
1. ↑  ”Erik Mikael Karlsson”. Svensk Musik. https://www.svenskmusik.org/sv/s%C3%B6k?person=15389.
2. ↑  admin (19 augusti 2023). ”Operachefen går från Umeå till Malmö konserthus”. iMusiken. https://imusiken.se/2023/08/19/operachefen-gar-fran-umea-till-malmo-konserthus/. Läst 5 mars 2024.
3. ↑  Bremmer, Magnus (4 oktober 2008). ”Brobyggen som förtjänar beröm”. Svenska Dagbladet. ISSN 1101-2412. https://www.svd.se/a/63b8abca-9453-35d0-ae08-37dd18e2ada2/brobyggen-som-fortjanar-berom. Läst 24 september 2023.
4. ↑  ”Producent Erik Mikael Karlsson - redaktionen för Elektroniskt i P2”. Arkiverad från originalet den 27 september 2013. https://web.archive.org/web/20130927101653/http://sverigesradio.se/sida/gruppsida.aspx?programid=4432&grupp=18908&artikel=5501392. Läst 23 september 2013.
5. ↑  "Journalisten - på nya jobb" Arkiverad 24 januari 2019 hämtat från the Wayback Machine..
6. ↑  Forsgren, Tommy (25 maj 2020). ”Klart med ny vd för Norrlandsoperan”. SVT Nyheter. https://www.svt.se/nyheter/lokalt/vasterbotten/klart-med-ny-vd-for-norrlandsoperan. Läst 24 september 2023.
7. ↑  ”Eduardo Strausser appointed Principal Conductor & Music Director of Norrlandsoperan | HarrisonParrott” (på engelska). www.harrisonparrott.com. 22 september 2023. https://www.harrisonparrott.com/news/2023-09-22/eduardo-strausser-appointed-principal-conductor-music-director-of. Läst 4 november 2024.
8. ↑  ”Norrlandsoperans vd slutar – blir konserthuschef i Malmö”. DN.SE. 18 augusti 2023. https://www.dn.se/kultur/norrlandsoperans-vd-slutar-blir-konserthuschef-i-malmo/. Läst 22 augusti 2023.
9. ↑  ”Artikel om Erik Mikael Karlsson, tillträdande VD | Malmö Live”. malmolive.se. https://malmolive.se/artiklar/erfaren-musikprofil-utsedd-till-ny-vd-for-malmo-live-konserthus. Läst 2 mars 2024.
10. ↑  ”Martyn Brabbins to join Malmö Symphony Orchestra as chief conductor” (på engelska). Gramophone. https://www.gramophone.co.uk/opera-now/news/article/martyn-brabbins-to-join-malmo-symphony-orchestra-as-chief-conductor. Läst 4 november 2024.
11. ↑  ”Institut international de musique électroacoustique de Bourges” (på franska). Wikipédia. 2023-01-18. https://fr.wikipedia.org/w/index.php?title=Institut_international_de_musique_%C3%A9lectroacoustique_de_Bourges&oldid=200569299. Läst 21 september 2023.
12. ↑  ”Ars Electronica Archiv”. archive.aec.at. https://webarchive.ars.electronica.art/en/personen_page.asp%3FiPersonID=6802.html. Läst 24 september 2023.
13. ↑  ”IREM results previous” (på brittisk engelska). International Music Council. Arkiverad från originalet den 22 september 2023. https://web.archive.org/web/20230922071036/https://www.imc-cim.org/archive/irem/144-programme-archive/52-irem-results-previous.html. Läst 24 september 2023.
14. ↑  ”ARD-Hörspieldatenbank”. hoerspiele.dra.de. https://hoerspiele.dra.de/vollinfo.php?tipp=1&dukey=1526180. Läst 21 september 2023.
15. ↑   "Skivbolaget Komplotts hemsida".

### Webbkällor
- Redaktion för programmet Monitor, Sveriges Radio P2 hämtat från the Wayback Machine (arkiverat 26 januari 2011).
- Tonsättaren Erik Mikael Karlsson - Elektronmusikstudion, Stockholm
- Erik Mikael Karlsson, medförfattare till Fylkingen - 60 år av radikal & experimentell konst